# Зелений Гай (Звягельський район)
Зелений Гай — село в Україні, в Дубрівській сільській територіальній громаді Звягельського району Житомирської області. Чисельність населення станом на 2001 рік становила 150 осіб.

## Історія
Засноване у 1927 році. До 10 серпня 2015 року село входило до складу Радулинської сільської ради Баранівського району Житомирської області.

## Населення

### Мова
Розподіл населення за рідною мовою за даними :
| Мова       | Кількість | Відсоток |
| ---------- | --------- | -------- |
| українська | 150       | 100 %    |